# Tambach-Dietharz
Tambach-Dietharz település Németországban, azon belül Türingiában. Lakosainak száma 4318 fő (2023. december 31.).